# اندی استنتون

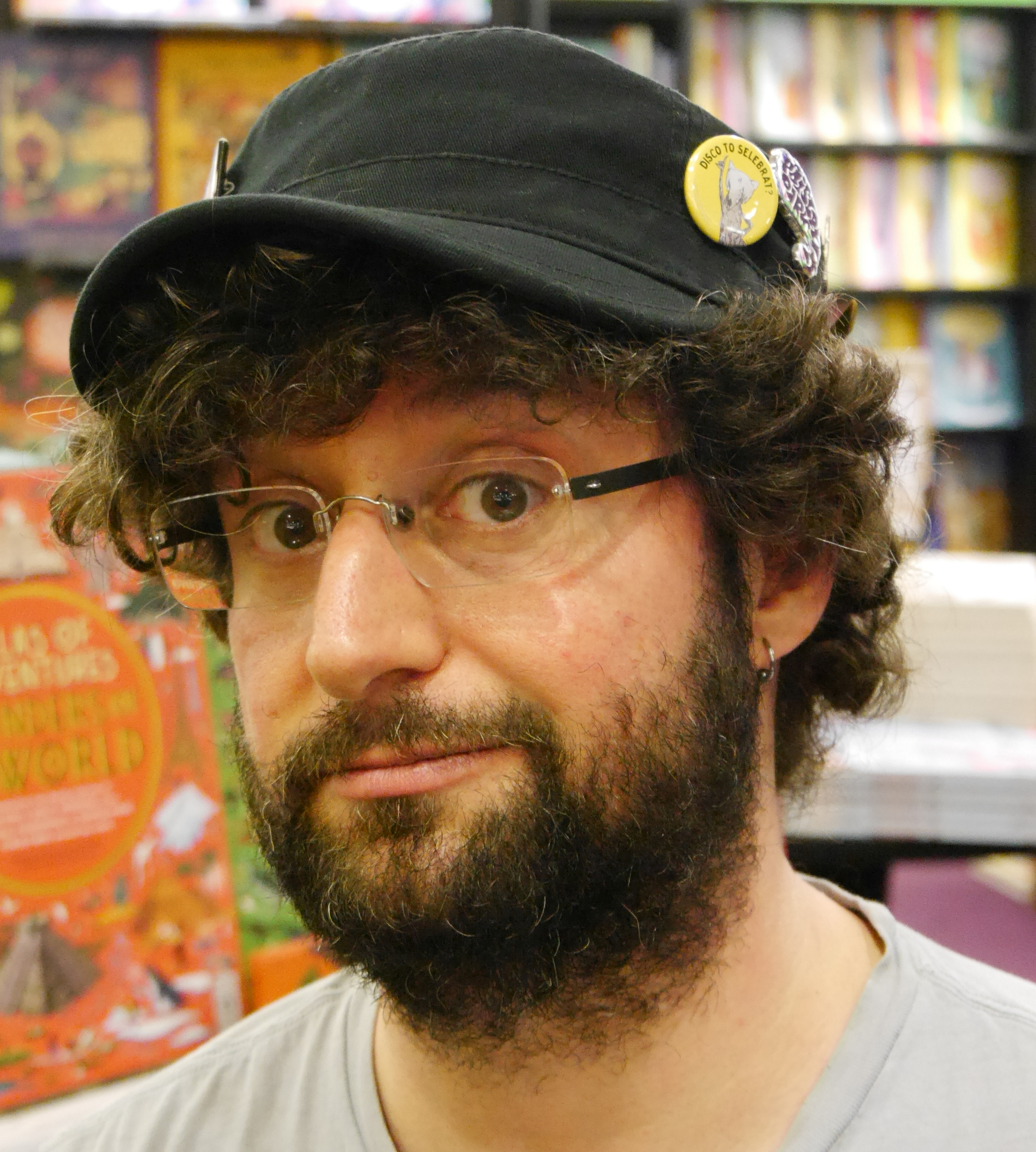
اندی استنتون در کتابخانه واتراستونز لندن 6دسامبر2018

اندی استنتون (انگلیسی: Andy Stanton؛ زادهٔ ۱۹۷۳) نویسندهٔ کتاب‌های کودک و خوانندهٔ سبک بلوز اهل انگلستان است. او در حومهٔ لندن بزرگ شد و در مدرسهٔ لاتیمر به تحصیل پرداخت.
استنتون در دانشگاه آکسفورد در رشتهٔ زبان انگلیسی مشغول به تحصیل بود تا این که از این دانشگاه اخراج شد. او در شغل‌هایی چون کمدین، نمایشنامه‌خوان، کاریکاتوریست و … فعالیت داشته‌است و عاشق کارتون، کتاب و موسیقی است. وی اکنون در شمال لندن زندگی می‌کند.